# Patrycja Matusz
Patrycja Monika Matusz, także Matusz-Protasiewicz (ur. 29 kwietnia 1977) – polska politolożka, specjalistka w zakresie migracji, prorektor Uniwersytetu Wrocławskiego.

## Kariera naukowa
Patrycja Matusz ukończyła niderlandystykę (magister) i germanistykę (licencjat) na Wydziale Filologicznym Uniwersytetu Wrocławskiego (1996–2000). W 2006 uzyskała na UWr doktorat z nauk o polityce, specjalność stosunki międzynarodowe, na podstawie rozprawy Polityka imigracyjna i integracyjna Holandii w latach 1979–2004 (promotorka – Elżbieta Stadtmüller). W 2014 habilitowała się tamże w dziedzinie nauk społecznych, w dyscyplinie nauk o polityce, specjalność polityka publiczna, na podstawie jednotematycznego cyklu publikacji Model wielopoziomowego zarządzania polityką integracji imigrantów w Unii Europejskiej – wzrost znaczenia poziomu lokalnego.
Jej zainteresowania naukowe obejmują: teorie migracji międzynarodowej i integracji imigrantów, zarządzanie migracjami, poziom lokalny w polityce migracyjnej, integrację imigrantów, edukację wielokulturową.
Od 2006 zawodowo związana z Instytutem Studiów Międzynarodowych Wydziału Nauk Społecznych Uniwersytetu Wrocławskiego. Kierowniczka projektów badawczych. Prodziekan ds. studenckich i rozwoju WNS UWr (2016–2020). Prorektor UWr ds. projektów i relacji międzynarodowych w kadencji 2020–2024 oraz ds. umiędzynarodowienia w kadencji 2024–2028. 
W marcu 2024 została powołana na stanowisko Pełnomocniczki Ministra Nauki do spraw europejskich i prezydencji Rzeczypospolitej Polskiej w Radzie Unii Europejskiej. 
Stypendystka i stażystka Uniwersytetu w Groningen (1999–2000), Wolnego Uniwersytetu Berlińskiego (2000), Uniwersytetu Amsterdamskiego (2004), Uniwersytetu Surrey (2007).

## Życie prywatne
Od 2002 do 2019 była żoną Jacka Protasiewicza. Są rodzicami syna Piotra.